# It (2017)

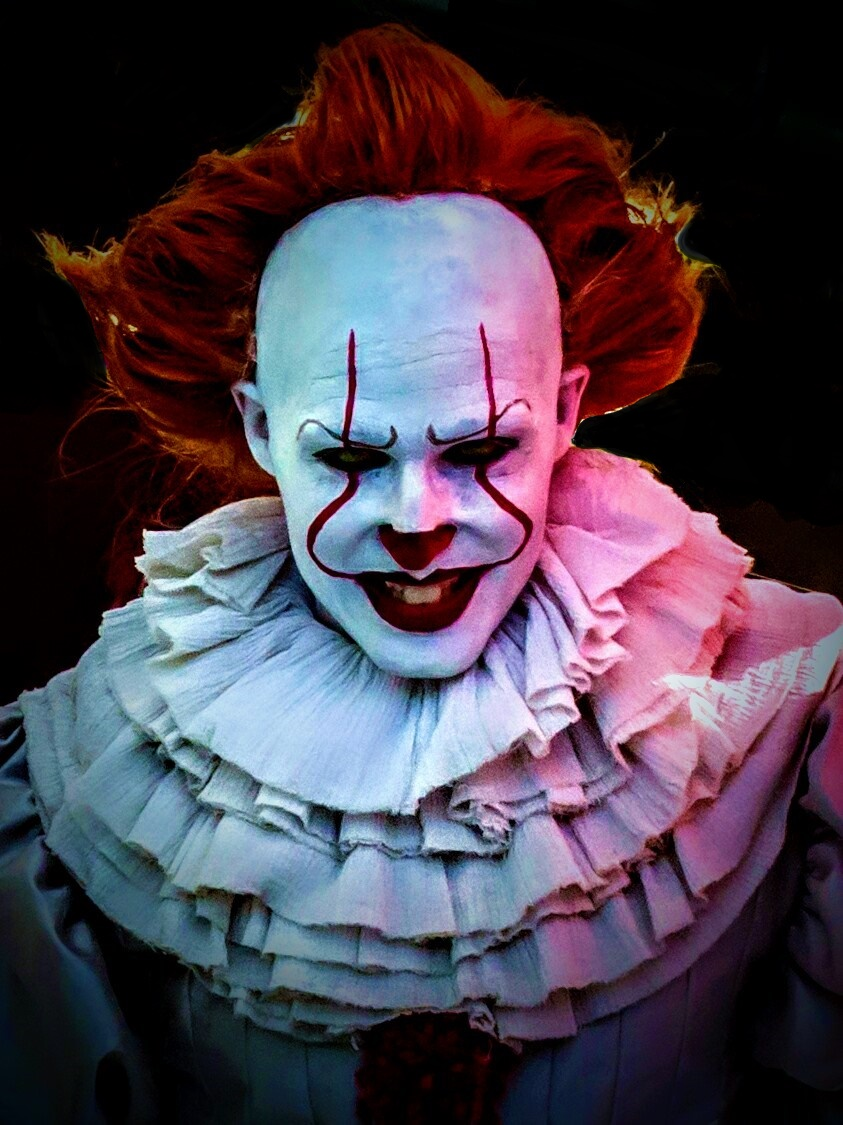
Pennywise

It of It: Chapter One is een Amerikaanse horrorfilm uit 2017, geregisseerd door Andy Muschietti. Het verhaal is gebaseerd op dat uit de eerste helft van het gelijknamige boek van Stephen King uit 1986. De film It Chapter Two uit 2019 bevat de tweede helft van het verhaal. It werd in 1990 al eens verfilmd als tweedelige miniserie met dezelfde titel.

## Verhaal
Het is 1988 wanneer Bill Denbroughs kleine broertje Georgie spoorloos verdwijnt. Hij is het riool ingetrokken door een demonische clown die zichzelf Pennywise noemt. De clown beloofde hem zijn boot terug te geven. Georgie strekte zijn arm uit en zijn arm werd er afgebeten en het riool in getrokken. 
Terwijl Bill lijdt onder het verlies van zijn broertje, heeft hij net als zijn vrienden Richie Tozier, Eddie Kaspbrak en Stanley Uris te lijden onder de agressieve pestkop Henry Bowers en zijn maten. Die hebben het daarnaast ook voorzien op nieuwkomer Ben Hanscom , de volgens geruchten nogal makkelijke Beverly Marsh en de thuisonderwijs volgende Mike Hanlon. Net als Bill en zijn vrienden hebben ook zij ieder hun eigen problemen thuis, wat er alles bij elkaar toe leidt dat de zeven elkaar vinden en een groep vormen. Zij maken gedurende die tijd allemaal afzonderlijk van elkaar iets mee dat aansluit op zijn of haar grootste angst. Uiteindelijk vechten ze met 1 groep samen tegen Pennywise
Wanneer de kinderen zich realiseren dat ze allemaal te maken hebben gehad met Pennywise de clown in een van zijn gedaantes, vechten ze samen terug. Pennywise verdwijnt in de diepte. Maar voor hoe lang? De losers maken een eed met bloed. Als Pennywise terug komt, komen zij ook terug.

## Rolverdeling
| Acteur               | Personage           |
| -------------------- | ------------------- |
| Jaeden Martell       | Bill Denbrough      |
| Bill Skarsgård       | Pennywise (It)      |
| Jeremy Ray Taylor    | Ben Hanscom         |
| Sophia Lillis        | Beverly Marsh       |
| Finn Wolfhard        | Richie Tozier       |
| Wyatt Oleff          | Stanley Uris        |
| Chosen Jacobs        | Mike Hanlon         |
| Jack Dylan Grazer    | Eddie Kaspbrak      |
| Nicholas Hamilton    | Henry Bowers        |
| Jackson Robert Scott | Georgie Denbrough   |
| Jake Sim             | Belch Huggins       |
| Logan Thompson       | Victor Criss        |
| Owen Teague          | Patrick Hockstetter |
| Stephen Bogaert      | Mr. Marsh           |
| Stuart Hughes        | Agent Bowers        |
| Geoffrey Pounsett    | Zach Denbrough      |
| Pip Dwyer            | Sharon Denbrough    |
| Mollie Jane Atkinson | Sonia Kasprak       |
| Megan Charpentier    | Gretta              |